# 北大東島のリン鉱山
北大東島のリン鉱山（きただいとうじまのリンこうざん）では、沖縄県北大東村北大東島で1919年から1950年にかけて操業していたリン鉱石の鉱山について述べる。日本国内で数少ないリン鉱石の鉱山であり、採掘から加工、運搬、貯蔵、積み出しに至るリン鉱山の国内に唯一残る遺構として、2017年2月には「北大東島燐鉱山遺跡」として史跡に指定され、2018年11月には「北大東島の燐鉱山由来の文化的景観」として重要文化的景観にも選定されている。

## 概要

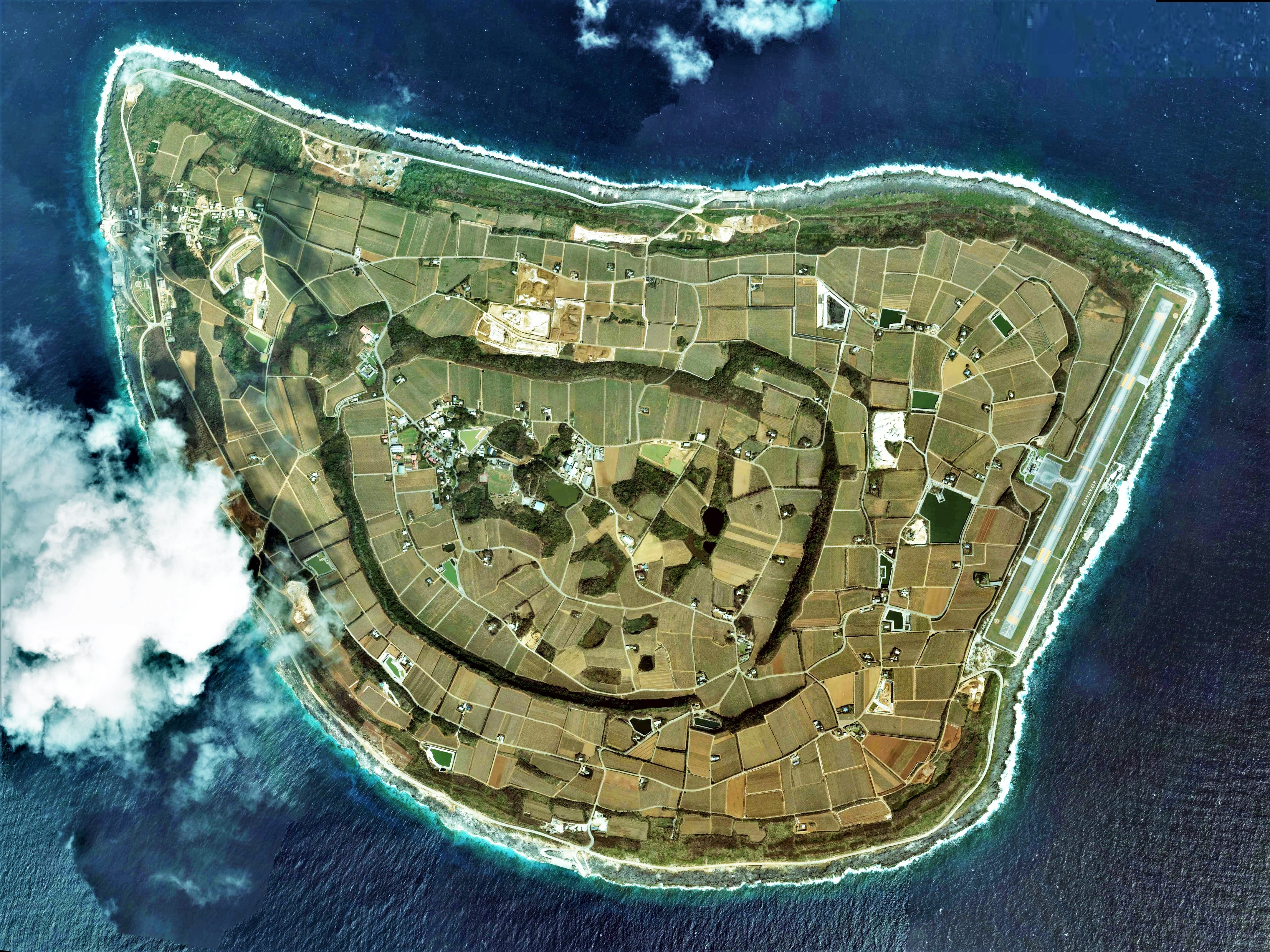
北大東島の空中写真。

沖縄本島の東、約360キロメートルのところにある北大東島には、島内の北東部を中心として主にリン酸礬土鉱で形成されたリン鉱床がある。約4800万年前に赤道付近で誕生した北大東島が、フィリピン海プレートの動きに伴ってサンゴ礁を形成しながら北上し、琉球海溝に沈みこむ前に隆起帯に差し掛かり、隆起して島となる中で海鳥が繁殖した。そして海鳥の糞から形成されたグアノから溶出したリン酸が、石灰岩の風化によって形成されたテラロッサと島外からもたらされたと考えられる火山性の軽石由来の砂と反応することによって鉱床が形成されたと考えられている。
1885年に日本領に編入された北大東島は、1891年以降南大東島とともに開拓の試みがなされていたが、当初は失敗が続いていた。1899年に開拓に乗り出した玉置半右衛門が南大東島の開拓に成功するが、北大東島の本格的な開拓開始は遅れた。玉置は1903年になって北大東島も開拓を開始する意志を示した。そのような中で日本のリン資源探査をライフワークとしていた恒藤規隆が、1906年に同じ大東諸島に属する沖大東島でリン鉱石を発見し、開発に乗り出していく。恒藤は北大東島にもリン資源調査のために部下を派遣し、リン鉱石を発見するものの、鉄礬土の含有量が多いため商業化は困難であると判断した。沖大東島のリン鉱山開発に触発された玉置は、北大東島でもリン鉱山の開発に着手するものの、この時は恒藤の見立て通り失敗に終わる。
玉置半右衛門の没後、北大東島、南大東島での事業経営権は鈴木商店系の製糖会社であった東洋製糖へと移った。東洋製糖も第一次大戦中の沖大東島でのリン鉱山事業の盛況ぶりを見て、改めて北大東島でのリン鉱山開発に乗り出すことを決定した。沖大東島のリン鉱山を視察して鉱山設備建設の参考にしながら建設を進め、1919年5月に鉱山の操業を開始する。操業開始当初は経営に苦労するが、北大東島で豊富に産出するリン酸礬土鉱の利用法について研究を重ね、リンの含有量が多い良質な鉱石は純リンの原料として、そしてリン酸礬土鉱についてもリン酸アルミナ肥料の原料として使用できる目途が立った。製品の改良に努めていった結果、北大東島のリン酸礬土鉱の販路は開けていき、鉱山経営も軌道に乗っていった。また鉱石の成分として含まれているアルミニウムの資源化についても研究が重ねられた。

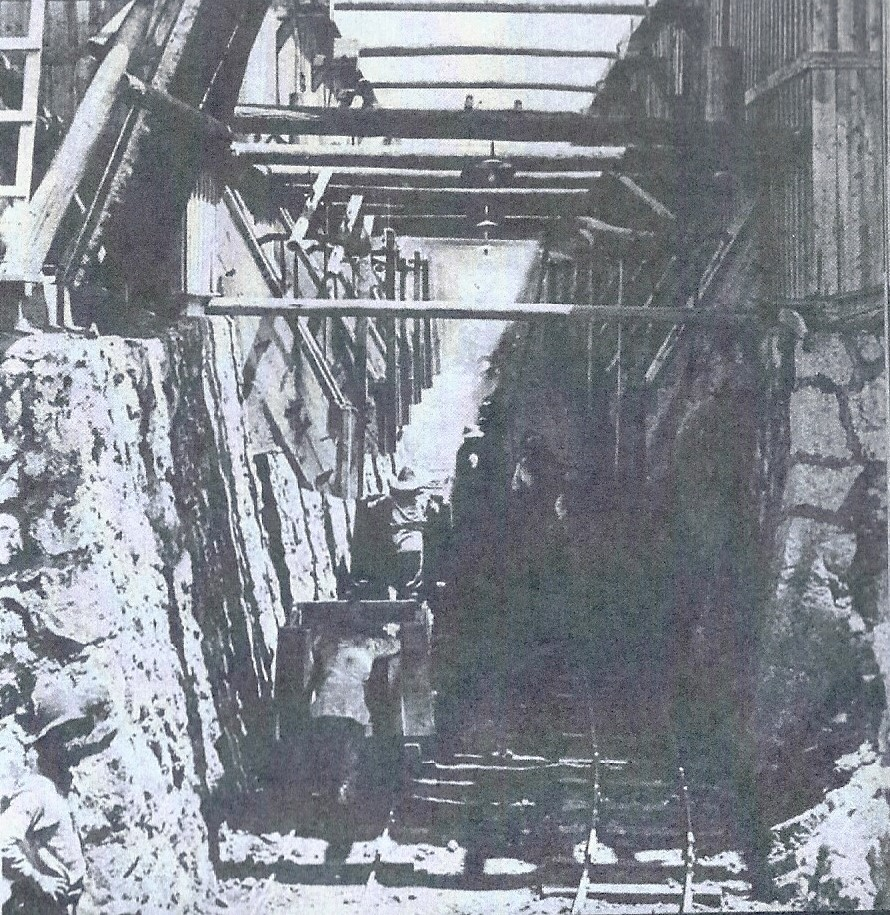
北大東島のリン鉱山でのトロッコ運搬作業

経営が順調に行われるようになる中で、北大東島北西部には東洋製糖の社員、そして鉱夫やその家族らが生活する鉱山町が形成されていく。当初は台湾からの鉱夫も働いていたが、まもなく沖縄県出身の鉱夫がそのほとんどを占めるようになった。最初の頃は単身者が多かった鉱夫であるが、やがて家族を持ち北大東島に定住する者も増えていった。
1927年、昭和金融恐慌の最中に鈴木商店は経営破綻し、東洋製糖の経営も危機に晒されることになる。東洋製糖は大日本製糖に吸収合併され、北大東島、南大東島での事業経営権も大日本製糖へと移った。昭和戦前期、戦時体制が強化されていく中で食糧増産に欠かせないリン鉱石はその増産が急務となり、北大東島のリン鉱山も増産体制が取られていく。また北大東島のリン酸礬土鉱を原料としたアルミニウム製造についての実用化の目途が立ったため、大日本製糖は1937年に日東化学工業を設立し、八戸工場を建設して北大東島のリン酸礬土鉱の処理を行うようになった。北大東島のリン鉱山は1942年には産出量7万トンを超え、ピークに達した。しかし戦況が悪化する中で1943年後半以降は海上輸送が難しくなり、鉱山経営も困難となる。
戦後は沖縄を支配した琉球列島米国軍政府直轄による鉱山経営が行われた。米国軍政府は重機を北大東島に持ち込んでリン鉱石採掘を行ったが、重機による大規模な採掘の結果、リン鉱石の品位が低下して販売不振となり、1950年、閉山に追い込まれた。採掘総量は約77万4000トンであった。その後再開の話も出たものの実現することは無かった。閉山後、鉱夫らが生活していた地域は早い段階でさびれていったが、社員らが生活していた社宅街を中心として鉱山関連の建物は残った。
日本国内のリン鉱山は数少なく、北大東島とともに本格的なリン鉱山があった沖大東島は、戦後米軍の射爆場となって鉱山関連の遺構はほぼ残っていない。日本でほぼ唯一とされる北大東島のリン鉱山遺跡は、2005年から2007年にかけて鉱山関連の建物が登録文化財として登録され、2007年度には経済産業省から近代化産業遺産の認定を受けた。そして2017年には「北大東島燐鉱山遺跡」として史跡に指定された。北大東村ではリン鉱山遺跡の保存、活用が村の地域づくりの一環として進められている。

## 地質学的特徴

### 北大東島のリン鉱床

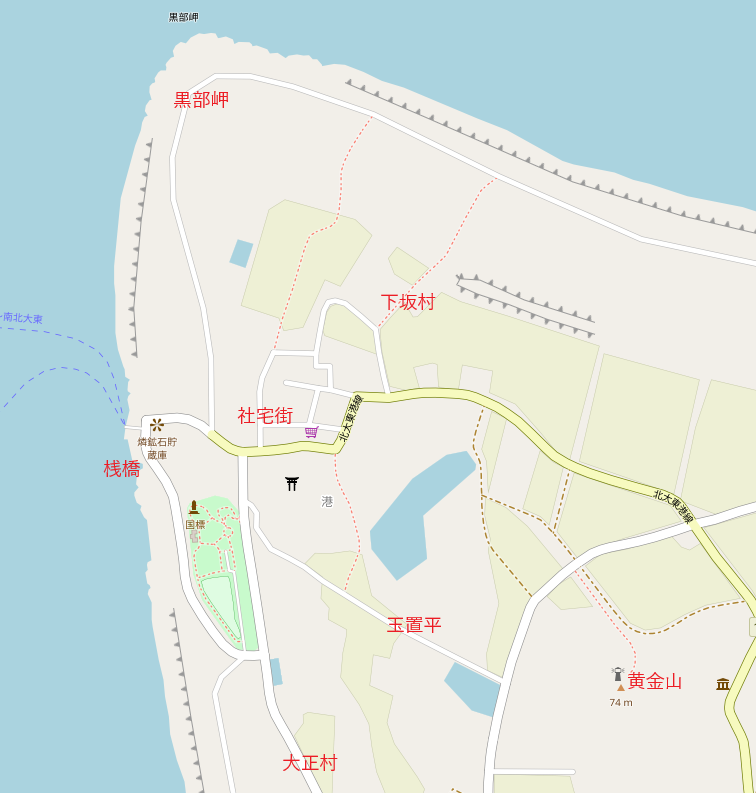
北大東島のリン鉱山に関連する地名等の位置関係

北大東島は沖縄本島の東約360キロメートルにある、面積約11.94平方キロメートルの島である。島は後述のようにサンゴ礁の一種である環礁が隆起して形成された隆起環礁であり、隆起前は礁湖であった島の中央部が低く盆地状になっている。中央部の低地を囲むように「幕（ハグ）」と呼ばれる堤防状の高地があり、幕の外側も丘陵地帯となっている。中央部の低地は「幕下（ハグシタ）」、幕の外側に広がる環状の丘陵地帯については「幕上（ハグウエ）」と呼ばれている。そして島の周囲は海食崖で取り囲まれている。環状の丘陵地帯である幕上は幅約0.5キロメートルから1.8キロメートルほどあり、同様の地形を有する南大東島よりも広いという特徴がある。また幕上には中央低地を取り囲んでいる幕の他に、海側にも周囲よりも少し高い地域があって、幕と海側の高地との間は比較的平坦ないし谷状の地形となっている。
北大東島のリン鉱床は島内に広く分布している。鉱床はドロマイト化した石灰岩で形成されている大東層の上部の、粘土層、軽石質粘土層である港層と呼ばれる地層内にある。なお港層は長年のリン鉱石採掘の結果、現在ではほとんど確認することができない。鉱床の特徴としては一般的なリン鉱石であるリン酸三石灰の鉱床もあるが、リン酸、礬土、酸化鉄を主成分とするリン酸礬土鉱の鉱床の方が遥かに広い。
リン酸三石灰の鉱床は北西部の島内最高地点である黄金山のものが最も大きく、島の北西端の黒部岬付近とやはり北西部の玉置平にも鉱床があった。玉置平は黄金山の西麓にあり、島内を環状に巡る丘陵地帯である幕上の北西部に位置し、幕上と中央低地帯の幕下との間の高地帯である幕と、幕上の海側にある高地帯に挟まれた、標高約40メートルの南北に細長い平坦な地形である。玉置平のリン酸三石灰の鉱床は、主に後述のリン酸礬土鉱鉱床の下部に、基盤のドロマイト化された石灰岩を覆うように分布していた。リン酸リン酸三石灰鉱は塊状の鉱石、リン酸礬土鉱である粘土の中からは礫状、粒状の鉱石を産出した。塊状のものと礫状、粒状の鉱石は成分的にやや異なり、採掘後水洗を行うことによって礫状、粒状の鉱石は良品となった。
リン酸礬土鉱の鉱床は島内北西部の丘陵地帯全域に広がっていて、中央部の低地内の小丘にも鉱床が存在する。しかし一部を除きリン酸の含有量が少ないため、実際にリン鉱石として採掘されたのは北西部のうち約30万坪の鉱区であった。リン酸礬土鉱は硬質のものと軟質のものに二分されるが、赤褐色ないし黄白色をした塊状ないし粉状をした軟質の鉱石が大部分を占めていた。また軟質の鉱石には約3割の水分が含まれていた。北大東島のリン酸礬土鉱は通常のリン鉱石よりも水分が多い上に吸水性があった。乾燥を行っても空気中から湿気を吸収してしまうため、相当量の水分を含んだ状態で貯蔵、出荷を行なわざるを得ず、出荷時の重量が増大するため商業上の欠点とされた。

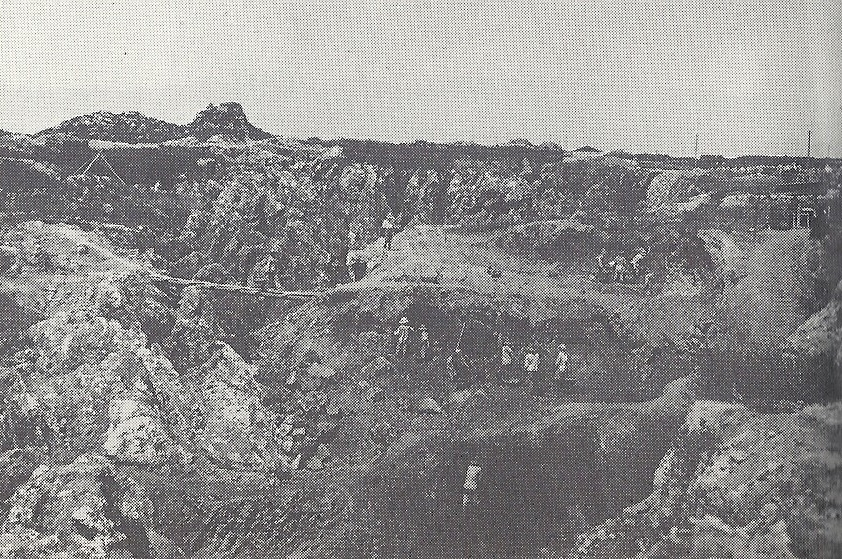
リン鉱石の露天掘り光景

島内北西部の鉱区ではリン酸礬土鉱が地表に露出していた。中でも玉置平は優良なリン酸礬土鉱が多量に埋蔵されていて、元来サンゴ礁であったドロマイト化した石灰岩の凹凸を埋めるように産出した。リン酸礬土鉱が充填された凹みの大きさは2メートルから3メートル程度であり、深いものでは30メートル以上あって海水面に達した。また凹みの下部は不規則な形となり、隣と繋がるような場合もあった。リン酸礬土鉱床は露天掘りで採掘され、軟質であるため採掘にダイナマイト等の火薬類を用いる必要性は無く、人力で容易に採掘できた。またリン酸礬土鉱床は上部はリン酸の含有率が25パーセントから35パーセントであったが、中部は約35パーセントとなり、下部は約40パーセントと上部よりも下部の鉱石の品位が高かった。更に下部に行くにつれて酸化鉄の含有量が少なくなってリン酸アルミナとなった。
北大東島のリン酸三石灰鉱は肥料である過リン酸石灰の原料とされた。一方、リン酸礬土鉱は肥料であるリン酸アルミナの原料、主としてマッチに用いられたリンの製造用に販売され、更に後にはアルミニウムの原料としても用いられた。
北大東島のリン鉱石の埋蔵量については、品位の低い鉱石を含めると約1000万トンとの推定がある。1924年に農商務省の大井上技師の調査によれば、リン酸含有量20パーセント以上のリン鉱石埋蔵量は約165万トンと推定された。北大東島におけるリン鉱石の採掘総量は約77万4000トンであり、閉山後の1951年に大日本製糖が行った調査によれば、残存埋蔵量は少なくともリン酸三石灰は約27万トン、その他のリン鉱石約19万トン、計46万トンと推定されている。

### 北大東島の形成と海鳥の繁殖
北大東島、南大東島はフィリピン海プレートにある大東海嶺上にある。大東海嶺は北大東島、南大東島がある西部では頂部が水深が1500メートルから2000メートルの平坦面となっていて、両島は海嶺の最高地点となる。北大東島、南大東島はともに約5200万年前、現在の場所から約1000キロメートル南方の赤道付近にあって、島弧の一部だったと考えられている。その後プレートの移動に伴って北上しながら徐々に沈降し、環礁を形成していった。
東北帝国大学理学部地質学古生物学教室は、1934年と1936年に北大東島でボーリング調査を行い、432メートルの深さまで掘削した。掘削試料の分析によれば、最も下部の試料は第三紀漸新世、最上部は鮮新世から第四紀更新世のものであると考えられている。最下部のボーリング試料は約2500万年前に堆積したものであり、2500万年の間にプレートの動きに伴う沈降とサンゴ礁の形成に加え、海水面の上下によって陸化や水没を繰り返していたことが判明している。そしてサンゴ礁の成長に伴って形成された石灰岩に、約550万年前と約200万年前にドロマイト化作用が起きたと考えられている。石灰石のドロマイト化作用にはいくつかの種類があるが、北大東島の場合、海水によるドロマイト化作用を受けたものであると考えられている。なお、北大東島のドロマイトは硬く耐久性に優れるため、リン鉱山時代には建物の建材や石垣等に盛んに用いられた。
フィリピン海プレートの動きに乗って北上し、沈降しながらサンゴ礁が形成されていった北大東島は、琉球海溝に沈み込む前に「海溝周辺隆起帯」と呼ばれる隆起帯に差し掛かった。北大東島が隆起帯に入って沈降から隆起に転じた時期については200万年前から160万年前との推定がある。
東北帝国大学の山成不二麿は、北大東島、南大東島の中で北大東島の北西部に位置する黄金山が最初に陸化し、多くの海鳥が飛来して糞が堆積し始めたと推定している。その後隆起が進むにつれて黄金山周辺も陸化していき、島の北西部一帯に海鳥が飛来するようになって鳥糞の堆積も進んでいく。鳥糞の堆積は島の陸化が進んで森林に覆われるようになって、海鳥の飛来が減少するまで続いたと考えられている。なお、リン鉱石の鉱床が含まれている港層が堆積したのは、造礁サンゴに由来する大東層が形成され、約200万年前のドロマイト化が終了した後のことと考えられている。

### リン鉱床の形成
海鳥の糞が堆積し、固化したものをグアノと呼ぶ。堆積した糞は風化作用を受けて揮発性、可溶性の成分が失われて、まずはリン酸質グアノとなる。更に風化作用が進むとリン酸質グアノ内のリン酸が流出し、基盤の岩石と反応してリン鉱石となっていく。グアノ由来のリン鉱石は基盤の岩石が石灰岩の場合はリン酸石灰鉱、一方、基盤がケイ酸塩岩の場合にはリン酸鉄礬土鉱が形成される。北大東島のリン鉱石は主にリン酸鉄礬土鉱のリン鉱石であり、他にはパラオ諸島のペリリュー島などで見られる。
北大東島のように基盤岩がケイ酸塩岩の場合、リン酸質グアノから流出したリン酸はアルミニウム、鉄系の様々な形態の交代鉱床を形成する。リン酸鉄礬土鉱のリン鉱床は火山島や火山島に発達した環礁、また火山灰に覆われた石灰岩の島や火山の噴出物が流入した島などで形成されると考えられている。北大東島の場合、石灰岩の風化によって形成されたテラロッサと島外からもたらされたと考えられる火山性の軽石由来の砂に、リン酸質グアノから流出したリン酸が反応して形成された交代鉱床であると考えられている。
リン酸三石灰の鉱床は太平洋の島々や北アメリカ大陸、アフリカ大陸などに大規模な鉱床があるのに対して、リン酸鉄礬土鉱のリン鉱床は数少ない上に規模も小さいが、北大東島の鉱床は比較的規模が大きい。

## 開拓と鉱山開発の開始

### 北大東島の開墾開始まで
1885年7月15日、沖縄県令西村捨三は政府に大東島を正式に日本領に編入し、沖縄県の管轄にするように求める伺書を提出した。内務卿山縣有朋は1885年8月1日付で伺書の趣旨を認め、大東島を調査して島内に日本領であることを示す国標を設置するよう命じた。8月28日、沖縄県は県属や巡査らを大東島に派遣し、8月29日に南大東島、31日に北大東島を調査し、国標を設置した。なお1885年の沖縄県による調査は主として南大東島の調査に費やされ、北大東島に関しては国標設置のために上陸した程度であった。
1891年10月、アメリカ船籍の船、キットセップが大東諸島付近で遭難して南大東島に乗組員が漂着した。漂着後、船長以下4名がカッターに乗って沖縄本島に辿り着いて救援を要請し、要請を受けた沖縄県は南大東島に救援船を派遣した。キットセップ号の南大東島漂着時、漂着者から島内の中央部に大きな池があり、水は飲用に適するとの報告があった。この島内に飲用に適する池があるとの情報は、南北大東島への移住、開墾の出願が始まるきっかけとなった。
1891年11月20日、古賀辰四郎が大東島の開墾を出願した。同年12月5日には島袋完衛、翌1892年2月は萩野芳蔵、重久善左衛門、9月には服部徹と、大東島の開墾出願者が相次いだ。しかし1891年から92年にかけての出願者は皆、開墾に着手すること自体出来ず、失敗に終わった。1895年10月に出願した広川勇之介もまた失敗した。
7番目の出願者が玉置半右衛門であった。1899年10月に南北大東島の開墾を出願した玉置は、自らの故郷、八丈島で開拓者を募集し、1900年から南大東島の開墾に着手した。玉置三右衛門は自らが経営する玉置商会の社員が島内の経営管理、統治を担い、故郷八丈島出身者を親方、そして主として沖縄県出身の仲間と呼ばれた契約雇用農民を底辺とするピラミッド型の仕組みを作り、医療、日用品等の入手、島内の出入の統制、私設小学校の設立、そして島内流通の大東島紙幣の発行と、玉置商会が島内の全てを支配する体制を固め、サトウキビ栽培、製糖業による開墾、開発に成功する。
しかし北大東島に関しては、玉置半右衛門による南大東島の開墾、開発が進んでもなかなか開発に着手できず、1903年6月の奈良原繁沖縄県知事による大東諸島視察時はまだ無人島であった。北大東島が手つかずのまま放置されているため、玉置のもとで鳥島でアホウドリの羽毛採取に従事し、南大東島の開拓にも携わっていた広川勇之助が開墾権を取得しようと画策した。その動きを察知した玉置は1903年に玉置商会の社員を北大東島へ派遣し、島内にサトウキビを植えて開墾を行う意志を示した。

### リン鉱床の発見と初回開発の挫折
大東諸島など南海の島々に注目していた人物の一人が恒藤規隆であった。恒藤は日本における土壌調査の創始者とされる人物であり、食糧問題や土壌問題に取り組む中でリン資源の発見、開発をライフワークとするようになった。リン資源探査を進める中で1902年、南鳥島でグアノが発見された。その後恒藤は沖縄や台湾周辺の島々など、南方の島々でのリン資源探査に重点を置くようになった。
恒藤によるリン資源調査の中で、1906年には沖大東島（ラサ島）でリン鉱石を発見した。恒藤は北大東島にもリン資源の調査員を派遣してリン鉱石を発見した。しかし調査の結果、北大東島のリン鉱石は鉄礬土の含有量が多いため資源化は困難であると判断した。恒藤は北大東島のリン鉱石についてリン酸の含有量は決して低くないものの、主として鉄分と酸化アルミニウム分と化合したもので石灰分が少なく品質不良であり、通常の方法では肥料製造に適さないと述べている。
恒藤が有望と判断したのは沖大東島のリン鉱石であった。北大東島とは異なり、沖大東島のリン鉱石については日本領内で最良質のものであり、肥料原料としては無二の逸品で輸入品と遜色ないと極めて高く評価していた。恒藤は沖大東島へ調査員を派遣して資源調査を進めるとともに、資源の権利確保に苦しみながらも企業化を目指して1910年には日本産業商会、そして1911年にはラサ島燐鉱合資会社を設立し、1911年5月にはラサ島鉱業所を創業して鉱山経営開始に漕ぎつける。
沖大東島でのリン鉱石開発の動きに触発され、1908年に玉置商会も北大東島のリン鉱石開発に着手する。1910年には島の北西部の黒部岬、そして玉置平でリン鉱石採掘事業を開始した。しかし恒藤の見立て通り北大東島のリン鉱石は著しくアルミナの含有量が多く、また鉱山経営に不慣れであったことも重なって、1911年には事業中止に追い込まれた。

### 鉱山開発再チャレンジとその成功

#### 玉置商会から東洋製糖の時代へ
北大東島でのリン鉱山の開発に失敗した玉置商会は、南大東島と同じくサトウキビ栽培と製糖事業を開始することにした。1911年、島内中央部の池之沢を拠点としてサトウキビの栽培を開始し、翌1912年には製糖業に乗り出した。玉置商会はサトウキビ栽培、製糖事業を会社直営とし、会社直営農場としてサトウキビ栽培は島内各地に広げられていった。
ところで玉置商会の事業を主導していた玉置半右衛門は1910年11月1日に没していた。1911年には長男の玉置鍋太郎が2代目玉置半右衛門を襲名して事業を続けたが、事業が振るわなくなったため、玉置半右衛門の三男の玉置伝は、南北大東島産の砂糖販売を一括で請け負っていた鈴木商店の斡旋を受けて両島の事業の譲渡を行うことになった。
事業の譲渡先は東洋製糖株式会社であった。東洋製糖は台湾で広く砂糖の取引を行い、日本の砂糖流通に大きな影響力を持っていた鈴木商店によって1909年に設立された会社で、台湾で製糖業を展開していた。1916年、玉置商会は東洋製糖に合併された。
南北大東島における事業権はまず東洋製糖によって新たに設立された大東島拓殖会社が握った。翌1917年、国有地であった南北大東島が払い下げられ、1918年には大東島拓殖会社を東洋製糖が合併した。
なお玉置商会から東洋製糖への事業譲渡と南北大東島の払い下げに対し、島民たちは強く反発して「共進会」という組合を結成して反対運動を行った。沖縄県当局や沖縄のマスコミからも事業譲渡と払い下げの動きに対する批判が出されたが、結局、共進会と東洋製糖側との交渉の結果、両者は覚書を取り交わし事態は収拾された。

#### 東洋製糖によるリン鉱山の再開
南北大東島の事業権、所有権を掌握した東洋製糖は、両島での新たな事業展開を進めた。北大東島では1918年にサトウキビ栽培と製糖を、玉置商会時代の直営方式から小作制度へと変更した。これは直営では開墾にかかる経費から苗代などサトウキビの栽培にかかる費用まで会社側が負担せねばならないため、小作制度にする方が会社側にとって利益になったためと考えられる。
そして東洋製糖は北大東島でのリン鉱山開発に再チャレンジした。再チャレンジの背景には第一次世界大戦時の好況に支えられた沖大東島のラサ島鉱業所の発展があった。1918年、ラサ島鉱業所は年間約18万2600トンのリン鉱石を採掘し全盛期を迎えていた。ラサ島鉱業所の発展に刺激を受けた東洋製糖は1918年4月、かつて玉置商会がリン鉱山開発を試みた島の北西部の黒部岬と玉置平で探鉱を開始し、7月に専門家を招いてリン資源の詳細調査を行い、8月には東洋製糖の北大東島の責任者である北大東島出張所長らが沖大東島の視察を行った。
1918年7月の専門家による調査の結果、リン酸三石灰鉱の埋蔵が確認され、更に大量のリン酸礬土鉱が埋蔵されていることが判明した。東洋製糖は1918年11月、本格的なリン鉱山開設工事を開始した。北大東島では島の西部が風下となることが多く、島内北西部のリン鉱山に隣接して港湾設備を設けるのは荷役上から見ても都合が良いという事情もあった。翌1919年5月に鉱山設備がほぼ落成して鉱業所の落成式が行われた。しかしこの本格的な鉱業所開所は鉱量、鉱質について十分な調査検討を行わずに進められたいわば見切り発車であった。
当初、島内北西端の黒部岬付近のリン酸三石灰鉱採掘を中心に進める計画であり、鉱山の各種設備もその計画に沿って建設された。しかしリン酸三石灰鉱の埋蔵量は少量であった上に採掘が難しく、かつ良質な鉱石も少なかった。一方、リン酸礬土鉱の埋蔵量は豊富であったものの、鉄礬土の含有量が多いために肥料である過リン酸石灰製造には不向きであった。玉置商会が挫折したのと同様に、東洋製糖のリン鉱山開発も失敗に終わるかに見えた。

#### リン酸礬土鉱利用の成功

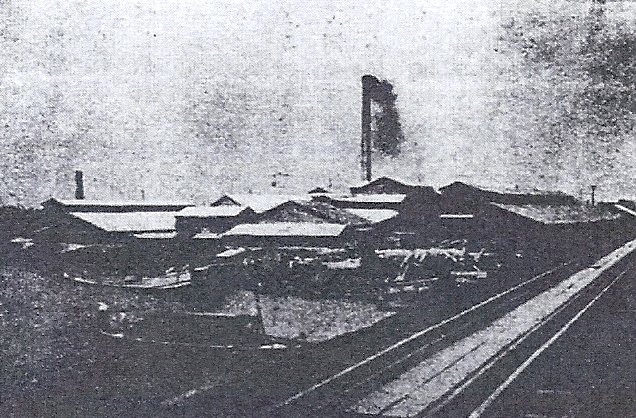
北大東島のリン酸礬土鉱を原料としてリン酸アルミナ肥料を製造した大成化学工業工場。

東洋製糖はまず関東酸曹肥料の技師、林隆一と米山兆二にリン酸礬土鉱の利用について研究を依頼した。日本国内にはリン資源が乏しく、沖大東島と第一次世界大戦以降のアンガウル島のリン鉱石を含めても需要の約半分しか供給できず、残り半分は輸入に頼らざるを得なかったため、北大東島のリン酸礬土鉱の利用法が見い出されることに対する期待は大きかった。北大東島のリン酸礬土鉱の利用研究は、工業試験場、理化学研究所、大学や肥料会社などでも進められた。
リン酸礬土鉱の採掘、利用については、1850年代にカリブ海の西インド諸島にあるレドンダ島でリン酸礬土鉱が発見され、1888年にフロリダ州、テネシー州でリン酸三石灰の大鉱床が発見されるまでの約30年間、肥料原料として利用された。またアメリカのペンシルベニア州産のリン酸礬土鉱も肥料原料として利用されたことがあった。その後19世紀末にかけて欧米諸国でリン酸礬土鉱の利用法が研究、公表されたものの、経済的な問題もあって実際に工業化された技術は無かった。北大東島のリン酸礬土鉱の利用法について、アメリカとドイツにもその研究を依頼した。
北大東島のリン酸礬土鉱の利用研究は成功した。鉱石を粉末化し摂氏500度から600度で焙焼して、リン酸をクエン酸などに溶解されるようにしたリン酸アルミナ肥料として商品化する目途が立った。主なリン酸系の肥料である過リン酸石灰は水溶性であるため即効性に優れるものの、リン酸が水に溶解して流失しやすいという欠点があった。一方、リン酸アルミナ肥料は植物の根毛から分泌されるクエン酸などに溶解してから作用するため、即効性では劣るものの水によるリン酸分の流失の恐れが少なく、水田などで利用しやすいというという特徴があった。
リン酸礬土鉱の利用の目途が立ったと判断した東洋製糖は新たに大成化学工業を設立した。大成化学は1920年2月、リン酸礬土鉱を用いた製肥法の特許を取得し、東京府下に工場を設け肥料製造、販売を開始した。リン酸アルミナは当初、製品に欠陥があり、また不況の影響も受けて製造販売ともに振るわなかったが、次第に販路が拓けるようになり、リン酸礬土鉱の需要も増大していった。
また北大東島のリン酸礬土鉱の特徴としてリン酸の含有量が多く、良質鉱では50パーセントを超えるものもあった。また成分的にも電気分解によるリンの分離が比較的容易で電力の消費が少なく済むため、純リンの製造に適していた。そこで1920年6月からはリンの製造業者へのリン酸礬土鉱の販売も始められた。前述のように北大東島のリン酸礬土鉱で製造された純リンは主にマッチの製造に用いられた。
そして北大東島のリン酸礬土鉱の利用法として研究が進められたのがアルミニウム原料としての利用であった。北大東島のリン酸礬土鉱はケイ酸や鉄の含有量が少なく、一般的にアルミニウムの原料とされていたボーキサイトよりもアルミニウム製錬に有利であるとして、アルミニウム製錬の実用化に向けての研究が進められた。

## 鉱山の発展

### 採掘の状況

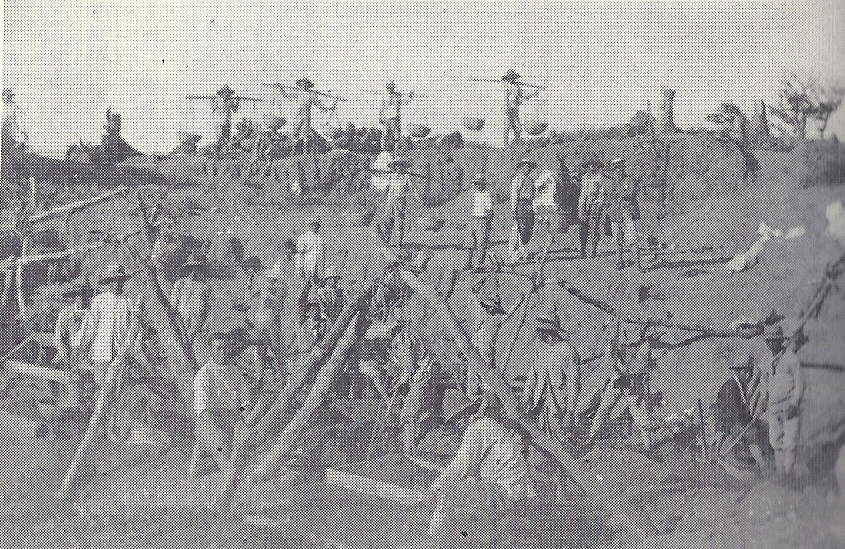
リン鉱石の採掘光景

前述のように1918年に東洋製糖が本格的なリン鉱山開発を始めた段階では、島の北西端の黒部岬付近のリン酸三石灰鉱を採掘する予定であった。しかし黒部岬のリン酸三石灰鉱は資源量が少なく、1919年11月に、当時神社が建てられていたため大神宮山と呼ばれていた島内最高地点付近にリン酸三石灰鉱の露頭が発見されたため、神社の移転後に採掘が行なわれるようになった。なお大神宮山は後に黄金山と改名された。

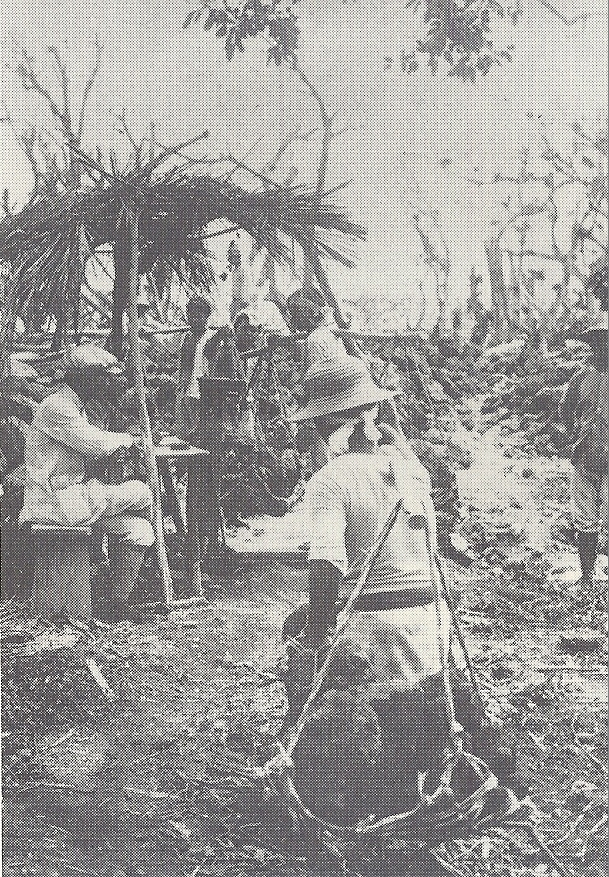
採掘後のリン鉱石計量所

北大東島のリン鉱石採掘はその利用方法が確立された後は、資源量が豊富なリン酸礬土鉱の採掘へとシフトした。北大東島での主要なリン鉱石採掘場となった玉置平には1区から5区の計5つの鉱区が設定され、露天掘りでリン酸礬土鉱の採掘が進められた。年代によって人数の上下はあったが、平均して約300名の鉱夫が採掘に従事していた。なお玉置平は北大東島の開拓開始後、いったんは農地として利用されていたが、リン酸礬土鉱の埋蔵が確認された後に開拓農民を移住させた上で鉱山となった。
1919年の採掘開始から昭和初期にかけては、リン酸の含有量が40パーセント前後の良鉱を採掘対象としていた。露天掘りは階段式の段差を設けながら掘り進められ、鉱夫がツルハシや鍬などの人力で採掘した。採掘自体は比較的容易で火薬類の使用の必要はなかった。しかし採掘場所が深度になるにつれて、鉱夫は深くなった竪坑の底で採掘されたリン鉱石を担ぎ上げねばなければならなくなり、採掘上の困難は増した。採掘現場では海水が染み出すほど深く掘り下げ、土質であるリン鉱石の採掘作業を行うと顔や体は真っ白になった。
採掘作業は請負制であった。そのため採掘現場に隣接して計量所が設けられ、鉱山の係員が目方を計測、記録した。鉱夫一名あたり一日約2トンの鉱石の採掘を行ったが、相当な重労働であった。計量後、鉱石はまず運搬用の軌道の側に積み上げられた。
一方、リン酸三石灰鉱についてはリン鉱石の価格の低迷と採掘が困難となった上に、リン酸礬土鉱に比べて選鉱が困難であったこともあって1926年度には採掘が中止された。リン酸三石灰鉱は土中に混入している塊状、礫状、砂状の鉱石をふるい分け、水洗により選鉱をしていたため、どうしても経費が多くかかることになった。なおリン酸三石灰鉱の採掘は1932年度に再開されている。

### 鉱山施設

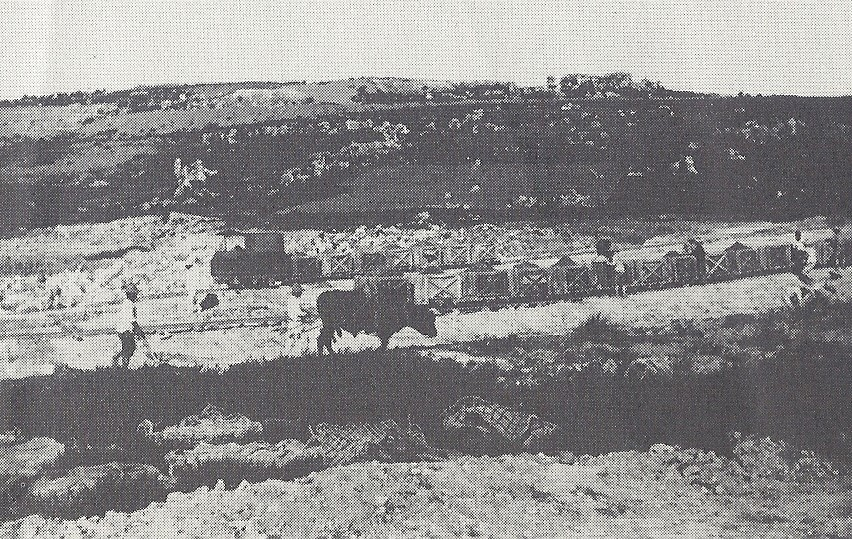
リン鉱石の天日乾燥場の光景。牛で鋤き返しながら鉱石をまんべんなく乾燥させた。

北大東島のリン鉱山施設は、先行してリン鉱山開発が進められていた沖大東島のものと類似している。これは1918年のリン鉱山操業開始に際し、北大東島における東洋製糖の責任者である出張所長らが沖大東島の視察を行い、施設整備の参考にしたためであると考えられる。
北大東島の場合、採掘方法が露天掘りであるため鉱山本体に関しては特段設備らしいものを設ける必要が無かった、一方、遠隔地にある北大東島において鉱石中に含まれる水分を減らすことは輸送費軽減に繋がるため、乾燥、貯蔵設備が鉱山設備の中で特に重要視されることになった。
採掘後、計量を終えて軌道脇に積まれた鉱石は、随時ガソリンカーないし牛にけん引されたトロッコによって乾燥場に運ばれた。鉱山開設当初は、塊鉱については乾燥場に積み上げて石炭、薪による火力で乾燥させ、礫、粒、粉鉱に関してはロータリードライヤーで乾燥させた後、ともにトロッコで貯蔵庫に運ばれて貯蔵された。やがてリン酸礬土鉱が採掘する鉱石の主力となると、採鉱所から貯蔵庫までの中間にある比較的平坦な場所に鉱石を広げ、天日による乾燥を行うようになった。鉱石全体を乾燥させるため、牛に引かせた犂で鉱石を何度もすき返した。乾燥が終了すると鉱石はトロッコによって貯蔵庫へと運ばれた。なお採鉱所から乾燥所を経て貯蔵庫まで、トロッコの軌道は地形を考慮して敷設されており、トロッコによる運搬自体は比較的スムーズに行われていた。

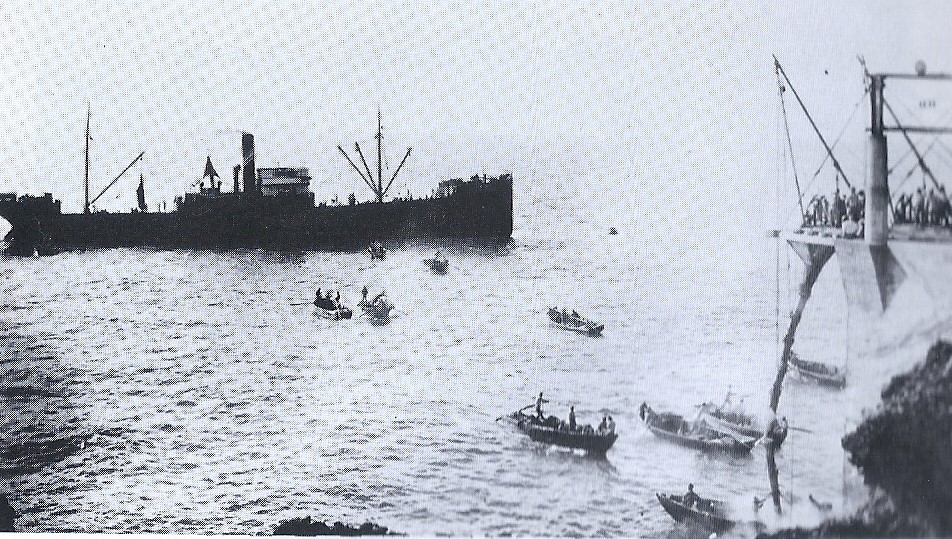
桟橋からリン鉱石を艀に積み込み、積み取り船まで輸送する光景。

貯蔵庫は上部から乾燥後のリン鉱石をトロッコから投入し、搬出時には下部の取り出し口から鉱石をトロッコに流し込む仕組みとなっていた。リン鉱石の積み込み船が入港すると、貯蔵庫から続々とトロッコによってリン鉱石が搬出され、桟橋へと運ばれた。リン鉱石積み出し用の桟橋は沖大東島の桟橋をモデルとして建設され、ほぼ同様の設備となっていた。桟橋の先端は出し入れが出来る構造となっており、リン鉱石積み込み時には約6メートル海上に向けて延伸した。桟橋の先端には象の鼻と呼ばれた鉄製の漏斗が海面近くまで伸びていて、リン鉱石を漏斗内に流し込んだ。
漏斗の下には艀が待ち構えていて、リン鉱石を積み込むと沖合いに停泊している積み込み船にリン鉱石を運んだ。艀は5人乗りで2トン積みであった。この艀による荷役作業は請負制であるため、争うように漏斗からリン鉱石を積み込もうとした。桟橋と積み込み船との間を幾度となく往復するうちに、全身リン鉱石の粉にまみれて顔つきもわからなくなったという。一日で約1000トンのリン鉱石が積み込まれ、また船から島内に運び込む生活物資等も艀作業によって荷揚げされるため、積み込み当日は応援としてサトウキビ農家を含め、島内の人員が駆り出されることになった。

### 鉱山労働と生活

#### 会社支配の継続

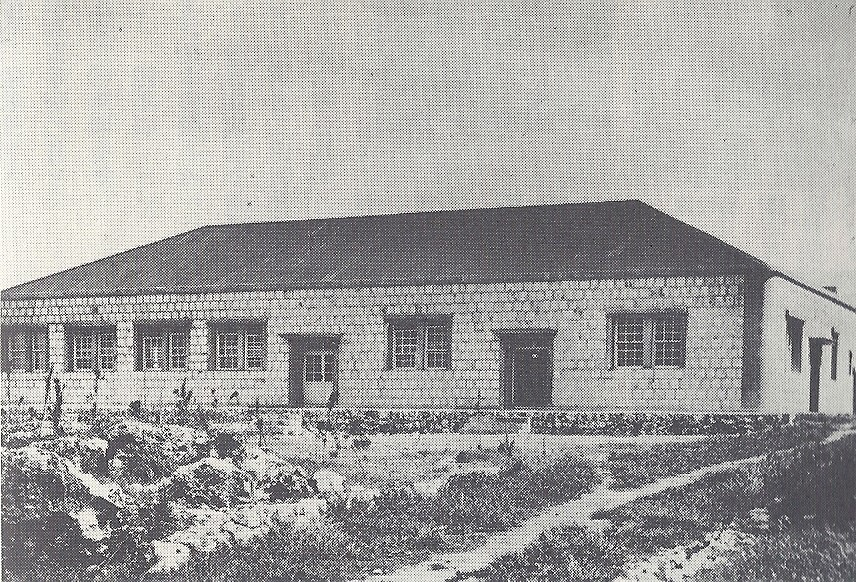
北大東島出張所。

玉置商会が島内の統治者として頂点に立ち、島内の全権を握って治外法権的権力を握り、その下に八丈島出身者からなる親方、そして沖縄県出身者から構成される仲間と呼ばれた契約労働者が底辺となるピラミッド型の社会は、東洋製糖時代も変化がなかった。
大東諸島への訪問は会社発行の証明書が必要であり、関係者以外の立ち入りはほぼ認められなず、会社から見て望ましくないと判断された人物には退島命令が出された。そして島内で得られた利益は主に東京、大阪など内地へと吸い上げられる仕組みとなっていた。そして玉置商会時代と同様、会社が発行する私的な紙幣が金券として流通し、市町村制は施行されず住民に地方選挙権は無かった。学校、郵便局、病院は会社経営で、警察官さえも会社が給与を支払って勤務する請願巡査であった。
北大東島の場合、会社組織のトップは北大東島出張所の所長であった。出張所長は島内の企業社員、そして主にサトウキビ栽培に従事していた農家、そして鉱山労働者たちの頂点に立っており、島内全体を取り仕切る大きな権力を持っていた。
東洋製糖の後に南北大東島を経営した大日本製糖は、1934年に発行した「日糖最近二十五年史」の中で
と述べている。
リン鉱山の鉱業所では、出張所長を長とした社員・雇員が最上層であり、その下に現業員（傭人）、そして最下層はリン鉱石の採掘や鉱石の運搬に従事する鉱夫であった。社員・雇員のみ月給制であり、長期間のリン鉱山勤務者である現業員と鉱夫は日給制であったが、現業員には年二回のボーナスの支給があった。鉱夫はほとんどが沖縄県出身者であり、請負作業制を採っていたため作業成績によって給与の加算はあったものの、社員と鉱夫との給与格差は大きく、明確な階層社会となっていた。

#### 台湾からの労働者と沖縄県出身の労働者
1918年、北大東島でリン鉱石の採掘が始まると東洋製糖は島内で働く労働者を募集した。当初、北大東島で働いた鉱夫のうち、約100名が台湾からの労働者であった。台湾からの労働者は力が強く働き者が多かったが、無断欠勤を繰り返す質が悪い労働者もいた。台湾出身の労働者と沖縄出身の労働者は互いに仲が良くなく、無断欠勤を繰り返す台湾からの労働者を咎めたことがきっかけで騒動が起きた。お互い言葉が通じなかったことも騒ぎが大きくなった一因であり、結局1年足らずで台湾からの労働者たちは送還されることになった。
その後、鉱夫など鉱山関係の労働者は大部分を沖縄本島から募集するようになった。会社側とのトラブルや鉱夫同士の喧嘩もあったが、沖縄県出身の労働者たちの多くは勤勉で貯蓄にも努めたため、契約期間満了時にはかなり多額のお金を持って帰郷する者が多く、鉱山等での就労希望者は増加した。。ところで北大東島ではリン鉱山が主産業であるがサトウキビ栽培も行われていた。つまり鉱業と農業の並立状態であったため、外部からの労働者を鉱業と農業とに振り分けねばならなかった。リン鉱石採掘は作業能率向上の狙いから主に請負作業制を取ったのに対し、農業は定額制を取っていて、労働者たちはすぐに現金収入を得られるリン鉱山勤務を希望する傾向が強かった。そこで会社側は製糖が行われない時期には余った農業労働者をリン鉱山に振り向ける等の雇用調整を行った。しかし製糖の繁忙期と鉱石搬出の繁忙期は時期的に重なっており、労働力の調整は困難が多かった。やがて鉱夫たちの中には契約期間を過ぎても北大東島に留まって鉱山労働を続け、家族を呼び寄せたり独身者は妻帯する者も増えたため、労働力の定着性が高まって大規模な募集を掛けずに済むようになった。

#### 鉱山集落の形成

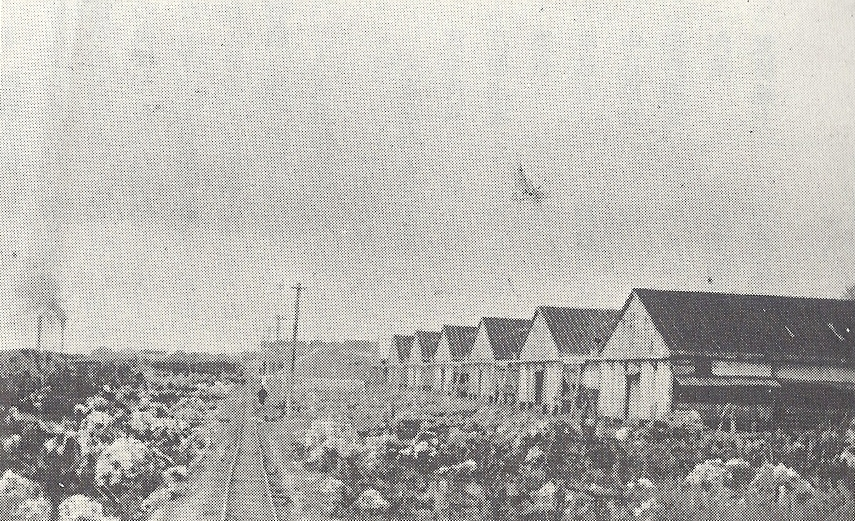
1922年3月撮影の鉱夫宿舎

東洋製糖によるリン鉱山開発が本格化した後、1919年にはリン鉱石を積み込む港付近に東洋製糖の社宅街が整備された。社宅街は1戸建ての所長宅、医師住宅、そして長屋である社員住宅など20棟余りで構成されていた。建物は木造和風住宅であり周囲はドロマイトの石垣で囲まれていた。幹部クラスの社宅には内風呂が設けられ、社員用の共同浴場も整備された。社宅街の中に社員たちが働く東洋製糖の北大東島出張所も設けられ、出張所には生活物資を販売する購買所が併設された。また木工場や修理工場など、鉱山設備の維持管理に必要な施設も整えられ、病院、請願巡査が勤務する派出所、無線通信所も社宅街の中に建てられた。社宅街には魚市場などの商業施設もあり、発電所から電力も供給されていた。また囲碁や将棋、ビリヤードが楽しめるクラブハウスが社員用と現業員（傭員）用の2棟設けられ、運動場とテニスコートも整備された。この社宅街とその周辺のことを「燐鉱山」と呼ぶようになった。
鉱山開始当初は独身の鉱夫が大多数を占めており、会社では社宅街の南側に、炊事を会社直営で行うトタン葺きの長屋形式の宿舎を数棟建設した。やがて妻帯する鉱夫が増えていくと、宿舎の周辺には鉱夫用の住まいも増えていき集落化していく。この集落を当時の東洋製糖北大東島出張所長が「大正村」と命名した。やがて鉱山が発展するにつれて鉱夫の住宅は社宅街の北側にも広がっていき、社宅街北側の鉱夫集落のことを当時の東洋製糖社長の名を取って「下坂村」と呼ぶようになる。そして港周辺に発展した社宅街ばかりではなく、「大正村」、「下坂村」を含めたリン鉱山関係者生活空間全体のことも「燐鉱山」と呼ぶようになった。なお鉱夫宿舎は独身鉱夫用であり家族用宿舎が整備されることは無く、家族持ちの鉱夫は茅葺きの小屋掛けで生活していた。
会社は鉱夫たちが住む宿舎近くに共同浴場を整備し、鉱夫以外の住民にも無料で開放していた。浴場は入浴順が定められていて、子ども、一般の大人、そして鉱夫の順番であった。水が乏しい環境であるため風呂のお湯は雨水を集めて沸かしており、浴場付近の傾斜地を利用した雨水の集水施設を設けていたが、やはり夏季の渇水時などには毎日の営業は出来なかった。

#### 鉱夫らの生活
北大東島では前述のように会社の私製紙幣が流通していた。また会社側は貯蓄を奨励していたが、島内に郵便局や銀行は無かったため、結局会社に預ける形となった。また社員や現業員（傭人）クラスも身元保証金、任意積立金名目の預金を強いられた。日用品や食料品の多くは会社の購買所で購入したが、少ないながらも理髪店、飲食店、菓子屋、洋裁店そして豆腐屋などの個人商店もあり、社宅街には魚市場もあった。しかし商品購入先が少ないこともあってどうしても買いだめ傾向が強くなった。特に泡盛は一升瓶で買うことが常態化していて、飲酒量の増加の原因と見なされて問題となった。実際問題、多くの鉱夫たちにとって最大の娯楽は酒であった。
前述のように社員と鉱夫との間の格差は大きく、給与面でも大きな開きがあった。現業員（傭人）であっても家族が多い場合、生活は楽ではなかった。しかしそれでも当時の沖縄本島の田舎に比べれば金銭的に余裕があり、暮らしやすかった。また基本的失業の心配も無かった。また鉱夫の家族では豚や山羊を飼って生活の足しにしていた。会社所有の北大東島では会社は絶対の存在であったが、リン鉱山ではストライキやサポタージュが起きることもあった。1928年12月には現場監督の暴言がもとで約280名の鉱夫がストライキを起こし、賃上げと現場監督の解任を要求した。結局問題の現場監督は解雇となった。
島外との連絡手段である船便は、会社の傭船が大阪、門司、大東島、東京、大阪と巡航していて、月に一回程度来航して生活必需品の搬入と砂糖の搬出を行った。また毎年1月から5月頃にかけて、リン鉱石積取船が7回から8回程度来航する。そして労働者の往来や必要物資の搬入等のため、会社の傭船が沖縄本島との間を年に4回から5回往復した。その他、沖縄県の定期航路として大阪商船の船が年に一回、製糖が終わる5月から6月頃に来航した。郵便物や新聞雑誌が届くのは主に月一度の巡航船によるものであり、ラジオの所有も社員の一部に限られていて、どうしても本土や沖縄本島の動きから取り残されがちとなった。その結果、島内では口コミが大きな情報の伝達手段となった。

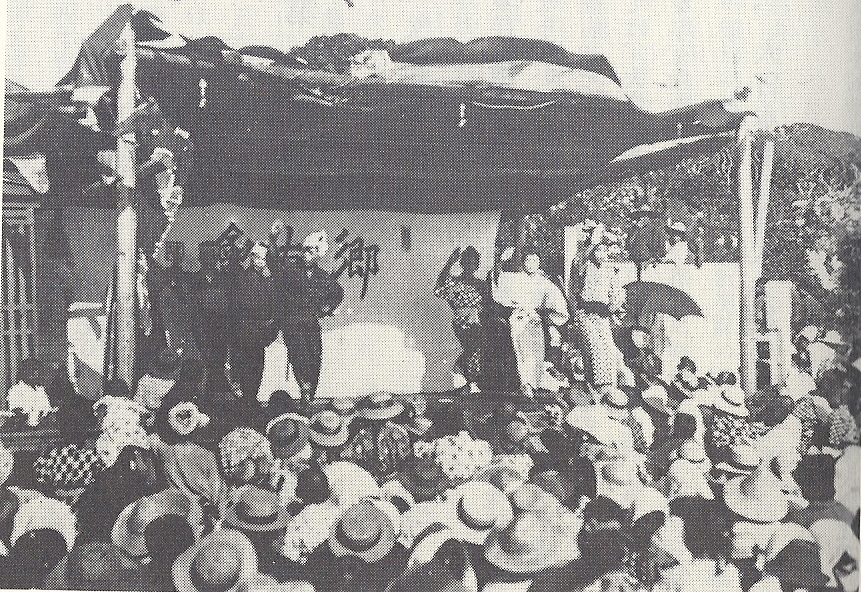
沖縄県郷友会総会時に演じられた沖縄芝居、大正時代末期撮影。

外部との連絡が少ない少ない北大東島において、娯楽施設への期待は高かった。大日本製糖時代の北大東島出張所では娯楽施設の充実を求める要望書を本社に送っている。前述のように社員と現業員（傭人）用にはビリヤード等が楽しめるクラブハウスがあり、運動場やテニスコートも整備されたまた島の北部の海沿いには通称「別荘」と呼ばれた小屋が建てられ、社員たちが週末利用していた。
鉱夫の参加は無かったが、俳句や謡曲を趣味とする社員による句会や謡曲会が開催されていた。俳句に関しては「阿旦（アダン）俳句会」が結成され、馬酔木、雲母など俳句専門誌への投句も行われ、しばしば採用、掲載されていた。
社員に比べて鉱夫たち対象の娯楽は少なかった。会社では時々テニスコートを会場として鉱夫や農家など一般島民も対象とした活動写真大会を開催した。また9月23日の大神宮祭は娯楽が少ない鉱夫やその家族たちにとって大きな楽しみであり、集落対抗競技が行われた小学校の運動会もまた大きな楽しみの一つであった。そして沖縄県郷友会の年一度の総会時には沖縄芝居等の余興が行われ、沖縄県出身者が大多数を占める鉱夫らにとって大きな楽しみであった。
医療に関しては会社側が比較的力を入れており、医師、看護師、産婆、そして薬剤師が勤務する入院設備がある病院があり、医療機器、薬品なども離島の病院としては整備されていた。島内では大正時代にチフスが大流行したことがあり、大腸カタル、アメーバ赤痢は風土病のようになっていた。水が乏しく質が悪いこともあって胃腸病が多く、眼病、そして疥癬患者も多かったが、衛生観念の浸透に伴って眼病や疥癬の罹患率は改善していった。

### 東洋製糖から大日本製糖へ
1927年3月に始まった昭和金融恐慌の中で鈴木商店が倒産した。親会社である鈴木商店の倒産によって東洋製糖は経営難に陥る様相となった。東洋製糖は金融面で行き詰っていたわけではなかったが、事態を乗り切るために台湾での事業の一部を売却して負債を整理した上で、大日本製糖に吸収合併されることを決断した。両社は7月29日に臨時株主総会を開催し、合併案は可決された。なお北大東島のリン酸礬土鉱を原料としてリン酸アルミナを製造していた子会社の大成化学もこの時、大日本製糖に吸収された。
南北大東島の所有権も東洋製糖から大日本製糖へと移ったが、経営方針、そして人事もそのまま引き継がれたために大きな変化は起きなかった。

## 戦時体制の強化と鉱山
昭和戦前期、戦時体制が強化されていくにつれて、食糧増産の鍵となりその多くを輸入に頼っていたリン鉱石の増産が急務となっていく。対外関係が緊張の度を増す中、1937年以降、日本の燐鉱石輸入は減少をしていき、1941年の第二次世界大戦参戦後には激減する。しかし日本国内のリン鉱石産地は数少なく、北大東島にかけられる期待は大きかった。
北大東島のリン鉱山では1940年以降、リン酸の含有量が23パーセント前後の貧鉱も搬出されるようになった。同年の紀元二千六百年を記念して、大日本製糖は大阪の宿舎を北大東島に移築することにより、学校、講堂、社宅、社員クラブを整備した。社員クラブは紀元二千六百年にちなみ、弐六荘と名付けられる。1942年には北大東島でのリン鉱石採掘量は7万トンを超え、ピークに達した。
しかし戦況の悪化により海上輸送が困難となり、1943年の後半期以降になるとリン鉱山の運営は困難となっていく。

### 日東化学工業の創設とアルミナ製造の挫折

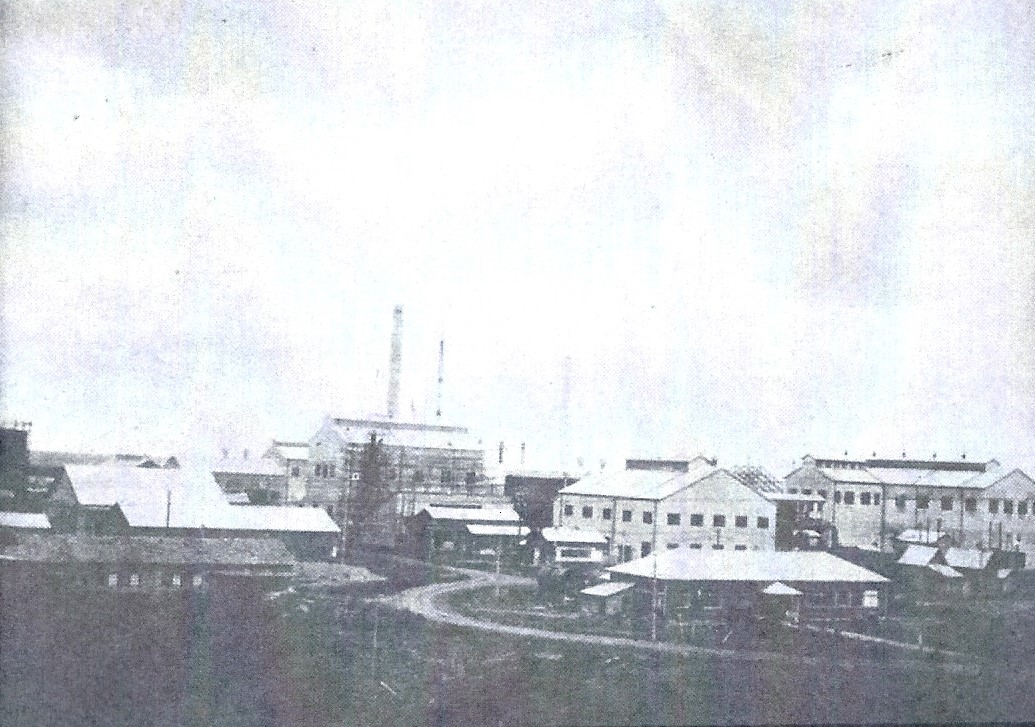
日東化学工業八戸工場。

国際情勢の緊張が高まる中、日本では軍備増強が盛んに唱えられるようになった。そのような中で戦略物資として重要度が高いアルミニウム原料の自給と増産が求められた。そのような中で改めて北大東島のリン酸礬土鉱が注目されるようになった。1934年、大日本製糖は北大東島のリン酸礬土鉱の処理方法についての研究を、東京工業大学教授の加藤與五郎に依頼した。加藤の研究成果に基づき、まずは東京工業大学内で工業試験を行い良好な成績を収めた。そこで1936年9月には大日本製糖東京工場内にパイロットプラントを完成させ、北大東島のリン酸礬土鉱の連続処理を行ったところ、当初の予想を上回る好成績を挙げた。大日本製糖は加藤によるリン酸礬土鉱処理法の実用化の目途が立ったと判断し、1937年8月23日に日東化学工業を創設し、八戸に工場を新設することにした。1937年9月半ばには八戸工場建設が始まった。
加藤によるリン酸礬土鉱処理方法は硫酸法と呼ばれる方法であった。硫酸法ではまず最初にリン酸礬土鉱を焙焼して細粒とした上で濃硫酸で溶解し、固相反応を利用してケイ酸を除去する。ケイ酸の除去後にはアルミニウム硫酸塩とリン酸が残ることになる。続いてアルミニウム硫酸塩はアンモニアと作用させて硫酸分からは硫安を、アルミニウムは水酸化アルミニウムを経てアルミナを精製し、一方リン酸にもアンモニアを作用させてリン酸アンモニウムを精製する。つまり北大東島のリン酸礬土鉱の処理によってアルミニウムの原料となるアルミナ、そして肥料になる硫安とリン酸アンモニウムが精製されることになる。なお、硫酸は接触法、アンモニアはハーバー・ボッシュ法により八戸工場にて自社製造することになった。
硫酸法で用いる硫酸の原料として、岩手県にあった松尾鉱山の硫黄を使用する計画であった。またアンモニアの原料となるコークスは、北海道産石炭のコークスを利用することになった。硫黄とコークスの入手の便、さらに水が豊富で労働力が得やすい良港であるという地の利を考慮した結果、八戸に工場が建設されることになった。工場の建設は日中戦争の勃発によって機器や資材の供給が困難となり、ドイツ製のアンモニア製造機器の納入も遅れたため、予定よりも遅れたものの1938年末には硫酸の製造が開始され、アンモニアも1939年には製造が始められ、1940年3月からは硫安の製造が開始された。
しかしアルミナ製造に関しては東京工業大学での工業試験、大日本製糖東京工場のパイロットプラント段階では順調であったものの、八戸工場ではトラブル続きで生産が軌道に乗ることは無かった。その上、戦況が悪化していく中で、北大東島から遠い八戸までリン酸礬土鉱を輸送することが困難となった。そこでリン酸礬土鉱の処理を八戸ではなく台湾で行うようにしてはどうかとの意見が出されるようになった。更に応召される工場技術者の増加に伴う人材不足も重なり、結局、北大東島のリン酸礬土鉱処理を用いた日東化学工業八戸工場のアルミナ製造は本格稼働されること無く中断された。1940年12月から1945年8月の終戦時までの間の、日東化学工業八戸工場における北大東島のリン酸礬土鉱を原料としたアルミナの生産量は総計1130トンであった。

### 北大東島守備隊と鉱山
戦況が悪化していく中で1944年3月、大本営は太平洋方面の防衛強化とアメリカ軍攻撃の恐れを考慮して、大東諸島の防衛体制を強化することとし、第85兵站警備隊を大東諸島に配置する決定をした。4月24日、第85兵站警備隊の第二中隊が北大東島に上陸、展開した。その後歩兵第36連隊を大東諸島に配置することが決定され、7月25日に北大東島に一個大隊が上陸、展開した。歩兵第36連隊の一個大隊が北大東島に展開されると、先に配置されていた第85兵站警備隊第二中隊は南大東島へ移動した。その後海軍部隊も9月7日に上陸、展開した。北大東島に配置された陸軍部隊は総勢1010人、海軍部隊は519人で、北大東島には海軍合わせて1500名あまりの兵士が配置されることになった。
実際、1944年3月には北大東島にリン鉱石を積み込みに来航した船が、潜水艦の魚雷攻撃を受け沈没し、4月にもやはりリン鉱石積み込み船が魚雷攻撃を受け沈没し、ともに多数の乗組員が犠牲になっていた。陸海軍の北大東島守備隊が展開される中、1944年8月からは約1700名いたリン鉱山関係者、農民たちなどの島民の疎開が始まった。疎開はまず高齢者、子どもを優先し、その後病弱者、妊婦など要援護者、その後島に在住している必要性が無いと見なされる者という順番で行われたが、1500名あまりの兵士が来島した後の食糧問題もあって、1944年10月からは軍が必要とする者のみ在島が認められると方針が変更された。結局、半数以上の島民が疎開し、島民は約700名にまで減少した。
配置された守備隊の兵舎として、学校、リン鉱山従業員らの社宅、製糖工場、民家が徴発された。多くの残留島民は自宅を追われ、小屋掛けでの生活を余儀なくされた。また敵の来襲に備えて陣地の構築も急ピッチで進められ、残留島民も作業に駆り出された。敵が来襲した場合には、陸海軍、そして残留島民は一致協力して敵兵力を消耗させ、北大東島を死守することを目指した。
米軍からの攻撃は、1945年3月から空襲がたびたび行われ、艦砲射撃もあったものの、被害は比較的少なかった。

## 戦後のアメリカによる鉱山経営と閉山

### 日本へのリン鉱石の輸送再開と中断
アメリカ軍による空襲や艦砲射撃によって、鉱山設備は北大東島出張所、宿舎、リン鉱石貯鉱場、倉庫などが大破し、ディーゼル発電所などが中破、小破する被害を受けた。また戦時下の各設備の酷使によっても鉱山設備は損傷していた。
終戦後、1945年10月に米軍が来島し、戦時中に建設された軍事施設の破壊、武器や弾薬の処分が行われた。その後10月から11月かけて駐屯していた北大東島守備隊は引き揚げた。終戦時、島内には社員、雇員26名、現業員（傭員）97名、鉱夫39名が残っていた。終戦直後、外部からの生活必需品の供給は途絶えていて、サツマイモの栽培と漁業で在島者たちは食いつないでいた。鉱山も農業も先が見えない中で八丈島系と沖縄系の島民間の対立が激化するなど、島内は不穏な空気に包まれていた。
大破した設備はあるものの、大東諸島に対する米軍の攻撃は飛行場が建設されていた南大東島が主であり、北大東島の被害は比較的軽かった。北大東島出張所では鉱山関連設備の修理が可能であると判断し、南北大東島にある資材を活用して設備を修復し、不足している労働力に関しては島内のサトウキビ農家や南大東島からの応援を受けて賄い、月に3000トンから4000トンのリン鉱石出荷が可能であり、早急に鉱山の再開を行うよう東京の本社に要望した。
日糖興業本社にとっても、終戦後の著しい食糧不足に対処するため肥料の確保が重要課題となっている状況下、北大東島のリン鉱石の入手は至上命題であった。日糖興業は農林省に対して北大東島のリン鉱石積み取り計画案を提出した。食糧難への対応に追われていた農林省にとって日糖興業の計画案は大賛成であったものの、連合国軍最高司令官総司令部の許可を得ねばならなかった。難航が予想されていた交渉であったが、1946年1月24日に許可が下りた。
1946年1月26日、農林大臣の代理らに見送られてリン鉱石積み込み船は芝浦ふ頭を出港した。途中南北両大東島に向けての米や生活必需品を門司港、鹿児島港で積み込み、2月6日に北大東島に到着し、リン鉱石を積み込んだ上、2月20日に清水港に戻った。リン鉱石の積み込み再開によって島内には活気が戻ってきた。その後もリン鉱石の積み込みは継続され、1946年6月までに13222トンのリン鉱石を日本本土へと輸送した。

### アメリカによる鉱山経営
終戦直後、沖縄を統治した米軍は肥料原料であるリン鉱石を産出し、また家畜が多いことで知られた大東諸島を「沖縄の宝庫」として注目していた。琉球列島米国軍政府の管轄下にあった沖縄民政府は、1946年6月に大東諸島に調査団を派遣した。
調査団員として石橋好徳、農務部員の福島文夫らが任命され、米国軍政府の農業担当で軍政官であったキャリントン大尉が同行した。調査目的は当初、北大東島と沖大東島のリン鉱石の調査とされていたが、実際には南北大東島の政治、行政、経済の現状について全般的な調査が行われた。調査団は6月10日に南大東島に上陸し、11日付で南北両大東島の日糖興業の全資産を米国軍政府に接収した。
調査団員の福島は6月11日、日糖興業から資産の引継ぎを受けた。キャリントン大尉は6月12日に福島を臨時知事代理に任命し、当面の間大東島に駐在するように命じた。同日、福島は沖縄民政府の命により南北大東島に村政を施行した。これまで一企業によって支配されていた南北大東島であったが、米国軍政府が企業の全資産を接収したため、行政機関を設けることにしたのである。6月15日には南北大東島の村長が任命され、7月11日には沖縄民政府は行政業務を行う大東支庁を設立する。新設の支庁には燐鉱課が設けられていたが、実際の業務を担う人材がなかなか決まらなかった。9月11日になってようやく支庁職員が着任することになって、臨時知事代理であった福島は離任した。そして9月下旬には日糖興業の社員らの中で内地に本籍がある者たちは離島していった。
大東支庁燐鉱課は支庁本体を上回る職員23名、作業員181人の人員で構成されていた。鉱山の運営は大日本製糖時代からの鉱山責任者らが中心となっていたが、12月4日には米国軍政府から鉱山の責任者に任命されたガーン隊長（中尉）が、技術者、通訳を伴って戦車揚陸艦で北大東島に赴任した。ガーンは連合国軍最高司令官総司令部に対し、リン鉱石を月7500トン産出する約束をしており、ガーンの赴任とともに米国製のブルドーザー、スクレイパー、パワーショベル、トラック、ベルトコンベア、削岩機、ウインチなどの大型機械が揚陸された。
こうして北大東島のリン鉱石採掘は米国軍政府の直轄事業となり、ガーン隊長が大東支庁の燐鉱課長、支庁長の上に立つ鉱山の総責任者となった。大東諸島には奄美諸島や先島諸島のように米国軍政府の出先機関は設けられなかったものの、リン鉱山の総責任者である米国人の隊長は大東支庁の監督も行うような形となった。隊長と支庁長は大東諸島の政治行政の運営方針を巡って対立し、ガーン隊長は南北大東島とも村制のみで十分であるとして支庁の廃止を主張し、結局、南北大東島の村議会が発足した後の1948年3月31日に大東支庁は廃止された。
ところで米国製大型機械は北大東島のリン鉱山の実情にそぐわないものであった。前述のように従来、北大東島のリン鉱山は人力による露天掘りであり、その中で良鉱を選びながら採掘が進められていた。結局米国製大型機械の大部分は使用されず、戦前に採掘されて各所に集められていた低品位のリン鉱石をブルドーザーで掘り起こし、天日乾燥の後にスクレイバーで運搬する作業が中心となった。
米軍直轄によるリン鉱山事業の進展に伴って北大東島は好況となり、連日リン鉱石の積み込み作業に追われるようになった。南大東島などから移住する人や、また南大東島で活用されなくなったトロッコ等の設備の移設が行われた。1949年10月の新聞報道では年産2万トンの北大東島のリン鉱石は琉球最大の輸出品で、ドル獲得の立役者であると報道されている。北大東島のリン鉱石はこれまで北大東島での事業を独占して行ってきた経過もあって、日糖興業が輸入代行業を行って日本国内へと搬入された。
ガーン隊長の後任となったサンチェーズ技師はリン鉱石積み込み方法の改造を計画した。前述のようにリン鉱石貯蔵庫の下部にトロッコ軌道があり、貯鉱されているリン鉱石をトロッコへと流し込んで桟橋へと運ぶシステムになっていたものを、サンチェーズはベルトコンベア方式に変更することにして、改造工事に取り掛かった。
鉱山景気に沸く北大東島に移住する人々が増え、中でも稼働年齢層である青年人口が増加し、米軍直轄事業であるリン鉱山で使える英語講習会が行われたり、鉱山機械の機能や運転法を学習する若者たちが現れた。また戦後のリン鉱山は郵便、電信電話業務、そして離島である北大東島にとって極めて重要である港湾業務も担っていた。

### 閉山と再開計画の挫折
日本国内に搬出された北大東島のリン鉱石は、品質不良で売れなくなっていた。原因はブルドーザー等のアメリカ製の大型機械で採掘されたリン鉱石が、リン酸分16パーセントから18パーセントという貧鉱となっていたためである。鉱石の販売不振に直面した米軍は鉱山の閉山を決断し、1950年10月に閉山となった。サンチェーズによるリン鉱石積み込み方法の改造は未完成となり、これまでの施設の一部を破壊した状態で中断された。鉱山設備は閉山直後は米軍関係者約20名が保守管理していたが、翌1951年11月以降は北大東村役場が管理するようになった。
閉山はリン鉱山に依存する面が大きかった北大東村にとって死活問題であった。村は米国軍政府に対して再開を強く要望したものの、鉱石の質が悪く売れないとの理由で受け入れられなかった。リン酸肥料事業を展開していた日乃出化学が北大東島のリン鉱石を引き受ける話も出たものの、立ち消えとなってしまった。職を失うことになった人々のために救済米の無償配給とともに、希望者には開墾した荒蕪地を分け与えた。
1951年1月、大日本製糖は琉球列島米国民政府から接収中の南北大東島等の土地、財産所有権の確認を受けていた。その上で琉球列島米国民政府から、事業を再開する際に接収を解除するので、調査団を派遣する場合には便宜を図ると申し入れられた。そこで大日本製糖では南北大東島等での事業再開に向けて沖縄に調査団を派遣した。約1か月間にわたる調査の結果、北大東島には少なくともリン酸三石灰鉱が27万トン、その他のリン鉱石が19万トン、計46万トンのリン鉱石が残存しており、年産3万トンで採掘を行うことが適当であるとの事業計画が作成された。
しかし大日本製糖の事業計画が実行に移されることは無かった。これは南北大東島の土地所有権問題がクローズアップされるようになったことが原因であった。南北大東島は戦前期、一企業による支配が継続しており、接収解除後に戦前期の企業支配が復活してしまうことに島民たちが拒絶反応を示した。当初、北大東島はリン鉱山復活への期待感もあって南大東島よりも土地所有権問題に対する反応が鈍かったが、やがて南大東島側と歩調を合わせ島民が土地を所有するよう求め、激しい運動を展開するようになった。

## 北大東島のリン鉱山におけるリン鉱石採掘量
| 年度 | 生産量 （トン） |
| ---- | --------------- |
| 1918 | 1,296           |
| 1919 | 3,496           |
| 1920 | 8,727           |
| 1921 | 1,025           |
| 1922 | 9,235           |
| 1923 | 12,800          |
| 1924 | 8,508           |
| 1925 | 9,940           |
| 1926 | 22,068          |
| 1927 | 20,625          |
| 1928 | 24,217          |
| 1929 | 26,696          |
| 1930 | 23,810          |
| 1931 | 23,000          |
| 1932 | 23,804          |
| 1933 | 25,873          |
| 1934 | 24,271          |
| 1935 | 29,627          |
| 1936 | 42,805          |
| 1937 | 43,031          |
| 1938 | 33,000          |
| 1939 | 35,977          |
| 1940 | 33,637          |
| 1941 | 44,162          |
| 1942 | 72,084          |
| 1943 | 59,150          |
| 1944 | 40,024          |
| 1945 | 1,800           |
| 1946 | 19,752          |
| 1947 | 9,450           |
| 1948 | 29,406          |
| 1949 | 10,900          |
| 総計 | 774,196         |

- 『北大東島の燐鉱山由来の文化的景観』調査報告書（北大東村教育委員会編・2017）記載の数値。
- 産出量は資料により違う数値となっている。戦後までの数値を載せている小田部『リン鉱石とリン資源』(1997) では、総産出量61万6944トンとなっている。

## 史跡指定と活用計画
リン鉱山の閉山後、採掘跡の多くは埋め立てられた後にサトウキビ畑等の農地に転用された。鉱山跡の農地は「リンコージ」と呼ばれ、サトウキビの生育が良いと農民から好評である。また採掘跡の中で大きな陥没地はため池にされ、廃棄物の埋め立て地となった採掘跡もある。現在まで残っている採掘跡は玉置平の一部のみであり、露天掘り跡である階段状のくぼ地や深い竪穴が残る凹凸が多い地形となっている。
鉱夫やその家族たちが生活していた社宅街南側の「大正村」、北側の「下坂村」は、閉山後急速にさびれ、まずは農協が牛の放牧地として活用した。現在、旧大正村の一部は西港公園として公園化され、下坂村であった地域はサトウキビ畑となっている。
一方、旧社宅街はかつての名残りをとどめており、民宿として使用されている元社員クラブの弐六荘や、リニューアル工事の後、2015年9月「りんこう交流館」となった元北大東島出張所のように活用されている建造物があり、建物そのものが無くなってもドロマイトの石垣は残っている部分も多い。
鉱山関連施設の多くは閉山後、使用されずに放置され、台風による被害などで破壊、損傷が進んでいるが、鉱山時代の稼働状況がわかる状態で残されているものもあり、近年、文化財として評価されるようになり保存活用の取り組みが進められるようになった。

### 登録文化財への登録と史跡指定

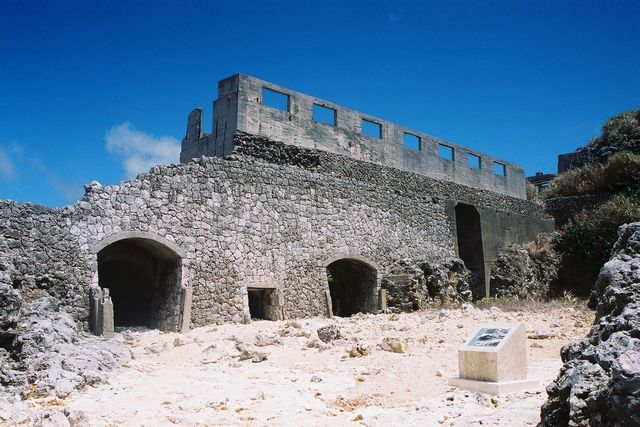
リン鉱石貯蔵庫跡。

2002年の沖縄県教育庁による「沖縄県近代和風建築総合調査」が北大東島のリン鉱山遺跡初の本格的調査であった。2004年にはやはり県教育庁の手によって「沖縄県近代化遺産（建造物等）総合調査」が実施され、北大東島のリン鉱山関連の建造物について調査が行われた。
2005年には北大東村の依頼に基づき、琉球大学の福島駿介教授が北大東島の文化財調査を行った。この調査結果に基づき、2005年12月に旧北大東島出張所が登録文化財として登録され、翌2006年には旧燐鉱石貯蔵庫、旧燐鉱石積荷桟橋、2007年に旧社員浴場跡、旧下坂大衆浴場、旧魚市場、そして旧社員クラブ（現民宿）が登録された。
そして2007年度には北大東島のリン鉱石採掘関連遺産は経済産業省から近代化産業遺産の認定を受けた。村は2013年度からリン鉱山関連の文化財による文化的景観を保存、形成していくことを目的とする景観計画、景観条例を策定するための文化的景観調査を実施し、2015年4月から北大東村景観条例及び景観計画が施行された。2015年からは国費による補助を受けて「北大東村文化的景観保存調査委員会」が設置されて調査を継続し、2016年度からは「北大東村文化的景観保存計画策定員会」となって調査、検討を続けた。
2016年には「北大東島燐鉱山遺跡調査報告書」がまとめられた。これらの成果に基づいて文化庁は2017年2月に北大東島のリン鉱石採掘遺構を「北大東島燐鉱山遺跡」として史跡に指定した。日本国内では北大東島とともに沖大東島でもリン鉱石が盛んに採掘されていたが、戦後は放棄されて無人島となり、後に米軍の沖大東島射爆撃場とされ、現状ではリン鉱山の遺構は確認できず、今後も発掘、保全が行われる見込みは少ない。その他、能登半島、南鳥島、波照間島などでもリン鉱石が採掘されたものの、いずれも小規模な事業に止まり、まとまった形での遺構は残されていない。史跡指定に当たり、北大東島のリン鉱山遺跡はリン鉱石の採掘から加工、運搬、貯蔵、積み出しに関する大規模な遺構が残り、日本で唯一現存するものとして貴重である上に、日本の近代農業を支えたリン鉱石採掘事業の歴史を知る上でも重要であると、その歴史的価値が評価された。

### 保存活用計画について
北大東村ではリン鉱山の発展とともに形成され、現在まで残った鉱山由来の文化的景観を保存活用すべく基本方針を定めている。基本方針ではリン鉱山関連施設などの修復、維持につとめ、特に鉱山時代にドロマイトを用いて建てられ、現存している建物や石垣は基本的に移転、撤去を行わず、保存のために対策を講じるとした。また鉱山の発展とともに形成されてきた生活、生業、住民交流の場を維持し、鉱山由来の景観を生み出した地形の現状維持に努めるとした。そして鉱山特有の歴史、文化に関しての普及啓発を行い、リン鉱山関連施設などの観光開発や水産業等への利用等の整備活用を進め、今後作られる新たな観光施設や港湾施設等は、鉱山時代からの歴史、文化に重層的に重なるようなものとして、鉱山時代の遺産を生かし、発展させていく中で新たな生活、生業、交流の場を創造していくとしている。
具体的な動きとしては北大東村出張所をりんこう交流館としてリニューアルする事業を契機として、2014年度から島民を対象としたワークショップを開催し、2015年には沖縄県立博物館・美術館で「北大東の景観展」とシンポジウムを開催した。2016年からは島民を対象としたリン鉱山関連遺構を巡るりんこうウォークが開催され、また村の青年会を中心としてリン鉱石採掘場跡清掃活動が行われた。また新たな建造物にはリン鉱山時代に広く用いられていたドロマイトの使用が進められている。
そしてこれまで北大東村主導で行われてきた、りんこうウオークや清掃活動等のリン鉱山由来の歴史、文化の保存活用活動を、自治会、活動団体、事業者等で構成される「うふあがりじま景観協議会」が担い、村などと連携して北大東島の景観づくりやリン鉱山の文化的景観の保存活用体制を固めていくことになった。北大東村やうふあがりじま景観協議会が進めた「北大東島の燐鉱山由来の文化的景観地区」の整備活動は、令和2年度の都市計画大賞「都市空間部門」で優秀賞を獲得した。授賞理由としてはリン鉱山遺跡を巡るりんこうウオークや遺跡の清掃活動といったこれまでの保存活動に村民が自主的に参加する機運が高まっているとともに、新たに建設された漁港施設や定住促進住宅などにリン鉱山時代からの伝統を引き継ぐドロマイトを用いた建築が採用されるなど、リン鉱山の歴史的遺産を生かした効果的な地域づくりが進められ、村のアイデンティティの形成、定住促進、地域活性化に貢献していることが評価された。
今後の課題としては、地形や地質面についての調査研究を進める中で、将来的にはジオパークの認定を目指し、文化的側面とともに地形、地質面からの側面も加えた総合的な価値評価を深化していくとともに、開拓からの歴史を共有してきた南大東島、そして同じ北大東村に所属し、リン鉱山として発展したという共通の歴史を持つ沖大東島という、大東諸島の他の島々との比較対象、研究を進め、離島の開拓、開発史の流れの中で、歴史文化的側面からも北大東島のリン鉱山の位置付けをより総合的に捉えていくことが挙げられている。

### 史跡指定と登録文化財への登録状況
- 史跡（北大東島燐鉱山遺跡）指定地のリン鉱石採掘関連遺構[224][234]
  - 採掘
    - リン鉱山採掘場跡

  - 運搬
    - トロッコ軌道跡

  - 加工
    - 日乾堆積所跡
    - ドライヤー跡
    - 破砕機跡

  - 貯蔵
    - 貯蔵庫跡

  - 積み出し
    - 積荷桟橋跡

  - 港湾設備
    - 荷揚げ場跡
    - 船揚げ場跡
    - 艀倉庫跡

- 登録有形文化財登録地[224][234]
  - リン鉱石積荷桟橋跡
  - リン鉱石貯蔵庫跡
  - 旧北大東島出張所（現・りんこう交流館）
  - 旧魚市場（現・末吉邸）
  - 旧社員クラブ（現・弐六荘）
  - 旧社員共同浴場
  - 旧下坂村大衆共同浴場（鉱夫共同浴場）